# 德意志帝国海军潜艇列表
德意志帝国海军潜艇列表包含了德意志帝国海军在第一次世界大战结束前或魏玛共和国成立前建造且完工的所有潜艇（或称U艇）。自19世纪末以来，德意志帝国便一直从事于潜艇设计。在原型艇鳟鱼号建造完成后，帝国海军的第一艘潜艇U-1号于1906年底交付使用。

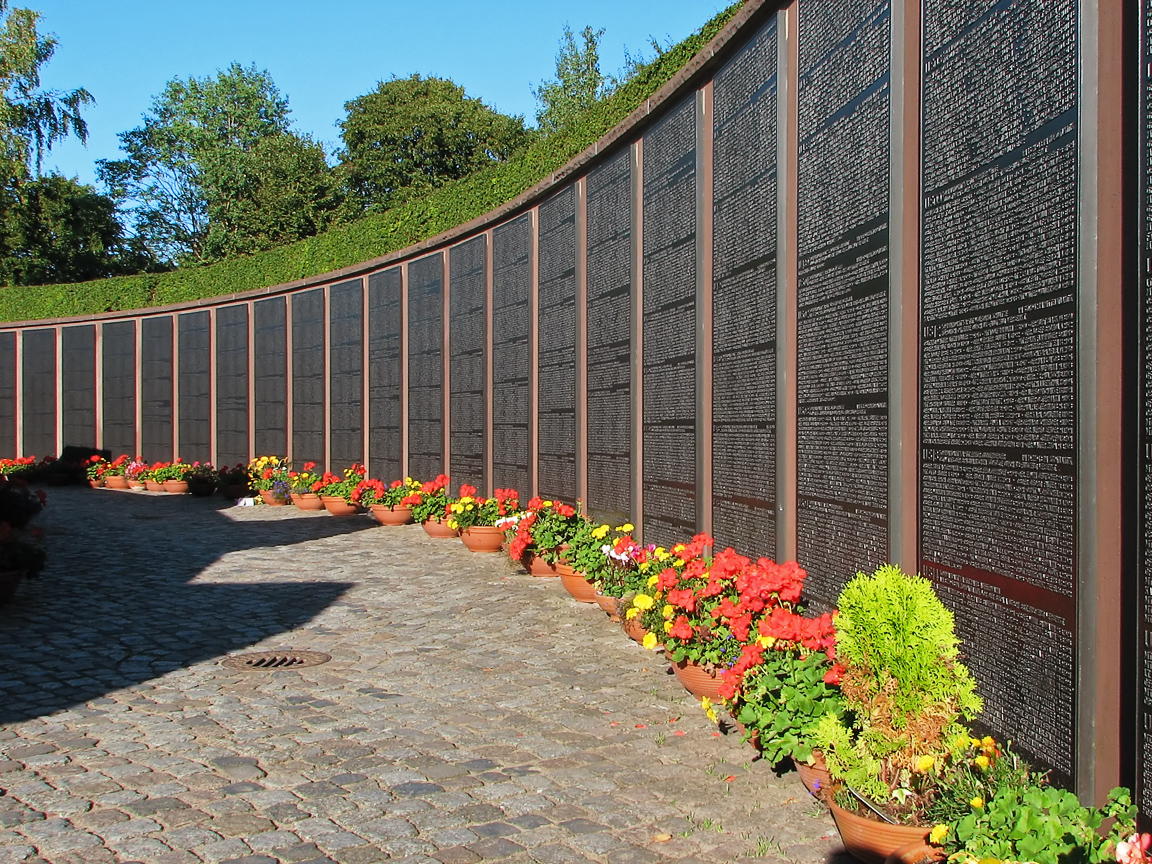
，刻有死难者名字的纪念墙

## 示例
关于潜艇的结局，按以下情形进行区分：
| † | 遭敌方摧毁                   |
| ? | 于行动中失踪                 |
| § | 遭敌方强占或俘虏             |
| × | 意外或自沉                   |
| A | 退役（拆解报废或作其他用途） |

## UA艇（U-0号）
| 艇名  | 艇级 | 入役          | 除役           | 结局 | 备注 |
| ----- | ---- | ------------- | -------------- | ---- | --- |
| U-0号 | A    | 1914年8月14日 | 1918年11月24日 | §    | 原是为挪威皇家海军建造的A5号潜艇，一战爆发后被没收并以U-0号之名投入德意志帝国海军服役，之后更名为UA号。战后引渡至英国，1919年4月在转运途中失事。 |

## 舰队远洋潜艇（U-1至U-167号）
| 艇名    | 艇级   | 入役           | 除役           | 结局 | 备注 |
| ------- | ------ | -------------- | -------------- | ---- | --- |
| U-1号   | UA煤油 | 1906年12月14日 | 1919年2月19日  | A    | 潜艇残骸被售予慕尼黑德意志博物馆                                                                                  |
| U-2号   | UA煤油 | 1908年7月18日  | 1918年11月11日 | A    | 1919年2月19日由斯廷内斯拆解                                                                                       |
| U-3号   | UA煤油 | 1909年5月29日  | 1918年12月1日  | A    | 1919年1月27日在基尔拆解                                                                                           |
| U-4号   | UA煤油 | 1909年5月29日  | 1918年12月1日  | A    | 1919年1月27日在基尔拆解                                                                                           |
| U-5号   | UA煤油 | 1910年7月2日   | 1914年12月18日 | ?    | 可能因触雷或意外在比利时海岸附近（51°38′33″N 3°18′33″E / 51.64250°N 3.30917°E）沉没                               |
| U-6号   | UA煤油 | 1910年8月12日  | 1915年9月15日  | †    | 在斯塔万格附近（58°55′N 5°10′E / 58.917°N 5.167°E）被英国E16号潜艇以鱼雷击沉                                      |
| U-7号   | UA煤油 | 1911年7月18日  | 1915年1月21日  | ×    | 在荷兰海岸附近（53°43′N 6°2′E / 53.717°N 6.033°E）被己方潜艇U-22号误击沉没                                        |
| U-8号   | UA煤油 | 1911年6月18日  | 1915年3月4日   | †    | 在多佛尔屏障（50°56′N 1°15′E / 50.933°N 1.250°E）被防潜网缠住被迫浮出水面，随后在英舰廓尔喀号和毛利号的夹击下自沉 |
| U-9号   | UA煤油 | 1910年4月18日  | 1918年11月26日 | §    | 引渡至英国，1919年在莫克姆拆解                                                                                    |
| U-10号  | UA煤油 | 1911年8月31日  | 1916年6月30日  | ?    | 可能在芬兰湾触雷沉没                                                                                              |
| U-11号  | UA煤油 | 1910年9月21日  | 1914年12月9日  | †    | 可能在英格兰南部（51°6′N 1°29′E / 51.100°N 1.483°E）触雷沉没                                                      |
| U-12号  | UA煤油 | 1911年8月13日  | 1915年3月10日  | †    | 在英国驱逐舰的夹攻下在56°04′30″N 02°18′00″W / 56.07500°N 2.30000°W的方位自沉                                      |
| U-13号  | UA煤油 | 1912年4月25日  | 1914年8月12日  | ?    | 因触雷或意外在黑尔戈兰湾附近（58°22′N 1°16′E / 58.367°N 1.267°E）失事                                             |
| U-14号  | UA煤油 | 1912年4月24日  | 1915年6月5日   | †    | 在彼得黑德附近（57°10′N 1°10′E / 57.167°N 1.167°E）遭英国武装拖网渔船击沉                                         |
| U-15号  | UA煤油 | 1912年7月7日   | 1914年8月9日   | †    | 在费尔岛附近（58°22′N 0°58′E / 58.367°N 0.967°E）遭英国伯明翰号轻巡洋舰撞沉                                       |
| U-16号  | UA煤油 | 1911年12月28日 | 1919年2月8日   | ×    | 引渡至英国期间在北海（53°59′N 8°25′E / 53.983°N 8.417°E）沉没                                                     |
| U-17号  | UA煤油 | 1912年11月3日  | 1919年1月27日  | A    | 1919年1月27日在基尔拆解                                                                                           |
| U-18号  | UA煤油 | 1912年11月17日 | 1914年11月23日 | †    | 在斯卡帕湾（58°41′N 02°55′W / 58.683°N 2.917°W）附近遭武装拖网渔船灰色桃乐茜号和驱逐舰加里号撞击后自沉            |
| U-19号  | UA柴油 | 1913年7月6日   | 1918年11月24日 | §    | 引渡至英国，1919年至1920年间在布莱斯拆解报废                                                                      |
| U-20号  | UA柴油 | 1913年8月5日   | 1916年11月4日  | ×    | 在丹麦海岸（56°35′00″N 08°07′50″E / 56.58333°N 8.13056°E）搁浅，后由其船员炸毁                                    |
| U-21号  | UA柴油 | 1913年10月22日 | 1919年2月22日  | ×    | 引渡至英国期间在北海（54°14′30″N 04°02′50″E / 54.24167°N 4.04722°E）沉没                                          |
| U-22号  | UA柴油 | 1913年11月25日 | 1918年11月1日  | §    | 引渡至英国，1919年至1920年间在布莱斯拆解报废                                                                      |
| U-23号  | UA柴油 | 1913年9月11日  | 1915年7月20日  | †    | 在苏格兰费尔岛附近（58°55′N 0°14′E / 58.917°N 0.233°E）遭C27号潜艇击沉                                            |
| U-24号  | UA柴油 | 1913年12月6日  | 1918年11月22日 | §    | 引渡至英国，1922年在斯旺西拆解报废                                                                                |
| U-25号  | UA柴油 | 1914年5月9日   | 1919年2月23日  | §    | 引渡至法国，1920年至1921年间在瑟堡拆解报废                                                                        |
| U-26号  | UA柴油 | 1914年5月20日  | 1915年8月或9月 | ?    | 在芬兰海岸附近失踪                                                                                                |
| U-27号  | UA柴油 | 1914年5月8日   | 1915年8月19日  | †    | 在英国西部航道（50°25′N 08°15′W / 50.417°N 8.250°W）遭Q船巴拉隆号击沉                                             |
| U-28号  | UA柴油 | 1914年6月26日  | 1917年9月2日   | ×    | 在北冰洋（72°34′N 27°56′E / 72.567°N 27.933°E）因英国货轮橄榄枝号的货物爆炸而遭击沉                               |
| U-29号  | UA柴油 | 1914年8月1日   | 1915年3月18日  | †    | 在彭特兰海峡（58°20′N 0°57′E / 58.333°N 0.950°E）遭英国英国战列舰无畏号撞沉                                       |
| U-30号  | UA柴油 | 1914年8月26日  | 1918年11月22日 | §    | 引渡至英国，1919年至1920年间在布莱斯拆解报废                                                                      |
| U-31号  | UA柴油 | 1914年9月18日  | 1915年1月13日  | †    | 推测因触雷而在诺福克附近沉没                                                                                      |
| U-32号  | UA柴油 | 1914年9月3日   | 1918年5月8日   | †    | 在马耳他岛西北部海域（36°04′N 13°17′E / 36.07°N 13.28°E）遭英国单桅战船桂竹香号击沉                               |
| U-33号  | UA柴油 | 1914年9月27日  | 1919年1月16日  | §    | 引渡至英国，1919年至1920年间在布莱斯拆解报废                                                                      |
| U-34号  | UA柴油 | 1914年10月5日  | 1918年10月18日 | ?    | 1918年10月18日失踪                                                                                                |
| U-35号  | UA柴油 | 1914年11月3日  | 1918年11月26日 | §    | 引渡至英国，1919年至1920年间在布莱斯拆解报废                                                                      |
| U-36号  | UA柴油 | 1914年11月14日 | 1915年7月24日  | †    | 在北罗纳岛附近（59°07′00″N 5°30′00″W / 59.116667°N 5.5°W）遭英国Q船查尔斯王子号击沉                               |
| U-37号  | UA柴油 | 1914年12月9日  | 1915年4月30日  | ?    | 推测因触雷而在多佛尔海峡附近沉没                                                                                  |
| U-38号  | UA柴油 | 1914年12月15日 | 1919年2月23日  | §    | 引渡至法国，1921年7月在布雷斯特拆解报废                                                                           |
| U-39号  | UA柴油 | 1915年1月13日  | 1918年5月18日  | §    | 在卡塔赫纳遭扣押，1919年3月22日引渡至法国，1923年在土伦拆解报废                                                   |
| U-40号  | UA柴油 | 1915年2月14日  | 1915年6月23日  | †    | 在苏格兰边区附近海面袭击Q船塔拉纳基号的过程中遭英国潜艇C24号击沉                                                  |
| U-41号  | UA柴油 | 1915年2月1日   | 1915年9月24日  | †    | 在锡利群岛附近（49°10′N 07°20′W / 49.167°N 7.333°W）遭英国Q船巴拉隆号击沉                                         |
| U-42号  | 劳伦蒂 | 1915年8月8日   | 1916年7月14日  | †    | 向意大利订购，被意大利政府没收，以巴利拉号之名在意大利皇家海军服役，后遭奥匈帝国鱼雷艇T65号及T66号击沉            |
| U-43号  | UA Ms  | 1915年4月30日  | 1918年11月20日 | §    | 引渡至英国，1922年在斯旺西拆解报废                                                                                |
| U-44号  | UA Ms  | 1915年5月7日   | 1917年8月12日  | †    | 在挪威南部（58°51′N 04°20′E / 58.850°N 4.333°E）遭英国驱逐舰甲骨文号撞沉                                          |
| U-45号  | UA Ms  | 1915年10月9日  | 1917年9月12日  | †    | 在设得兰群岛西北（55°48′N 07°30′W / 55.800°N 7.500°W）遭英国潜艇D7号以鱼雷击沉                                    |
| U-46号  | UA Ms  | 1915年12月17日 | 1918年11月26日 | §    | 引渡至日本，以O-2号之名在日本海军服役至1921年，同年在横须贺部分拆解，1925年在转运至吴市途中沉没                   |
| U-47号  | UA Ms  | 1916年2月28日  | 1918年10月28日 | ×    | 战略撤退期间在普拉附近（44°52′N 13°50′E / 44.867°N 13.833°E）自沉                                                 |
| U-48号  | UA Ms  | 1916年4月22日  | 1917年11月24日 | †    | 在古德温沙洲（51°11′N 1°31′E / 51.183°N 1.517°E）与英国巡逻艇交火后自沉                                           |
| U-49号  | UA Ms  | 1916年5月31日  | 1917年9月11日  | †    | 在比斯开湾（46°17′N 14°42′W / 46.283°N 14.700°W）遭英国货轮英国运输号撞沉                                         |
| U-50号  | UA Ms  | 1916年7月4日   | 1917年8月31日  | ?    | 推测在泰尔斯海灵岛附近触雷沉没                                                                                    |
| U-51号  | UA Ms  | 1916年2月24日  | 1916年7月14日  | †    | 在埃姆斯河口附近（53°56′N 7°55′E / 53.933°N 7.917°E）遭英国潜艇H5号击沉                                           |
| U-52号  | UA Ms  | 1916年3月16日  | 1918年11月21日 | §    | 引渡至英国，1921年在斯旺西拆解报废                                                                                |
| U-53号  | UA Ms  | 1916年4月22日  | 1918年12月1日  | §    | 引渡至英国，1922年在斯旺西拆解报废                                                                                |
| U-54号  | UA Ms  | 1916年5月25日  | 1918年11月24日 | §    | 引渡至意大利，1919年在塔兰托拆解报废                                                                              |
| U-55号  | UA Ms  | 1916年6月8日   | 1918年11月26日 | §    | 引渡至英国，后移交日本，以O-3号之名在日本海军服役至1921年，同年在佐世保拆解报废                                   |
| U-56号  | UA Ms  | 1916年6月23日  | 1916年11月3日  | ?    | 在巴伦支海失踪 |
| U-57号  | UA Ms  | 1916年7月6日   | 1918年11月24日 | §    | 引渡至法国，1921年在瑟堡拆解报废                                                                                  |
| U-58号  | UA Ms  | 1916年8月9日   | 1917年11月17日 | †    | 在布里斯托尔湾（51°32′N 5°21′W / 51.533°N 5.350°W）遭美国驱逐舰范宁号致沉                                         |
| U-59号  | UA Ms  | 1916年9月7日   | 1917年5月14日  | ×    | 在犄角礁附近（55°33′N 7°13′E / 55.550°N 7.217°E）触雷沉没                                                         |
| U-60号  | UA Ms  | 1916年11月1日  | 1918年11月21日 | §    | 引渡至英国，1921年在转运拆解途中搁浅废弃                                                                          |
| U-61号  | UA Ms  | 1916年7月22日  | 1918年3月26日  | †    | 在爱尔兰海（51°48′N 5°32′W / 51.800°N 5.533°W）遭英国单桅战船PC51号击沉                                           |
| U-62号  | UA Ms  | 1916年8月2日   | 1918年11月22日 | §    | 引渡至英国，1919－1920年间在博內斯拆解报废                                                                        |
| U-63号  | UA Ms  | 1916年2月8日   | 1919年1月16日  | §    | 引渡至英国，1919－1920年间在布莱斯拆解报废                                                                        |
| U-64号  | UA Ms  | 1916年2月29日  | 1918年6月17日  | †    | 在卡本半岛以北（38°07′N 10°27′E / 38.117°N 10.450°E）遭英国单桅战船剪秋罗号击沉                                   |
| U-65号  | UA Ms  | 1916年3月21日  | 1918年10月28日 | ×    | 战略撤退期间在普拉附近（44°52′N 13°50′E / 44.867°N 13.833°E）自沉                                                 |
| U-66号  | UD     | 1915年7月23日  | 1917年9月3日   | †    | 失踪。推测在多格滩水域触雷沉没                                                                                    |
| U-67号  | UD     | 1915年8月4日   | 1918年11月20日 | §    | 引渡至英国，1921年在费勒姆拆解报废                                                                                |
| U-68号  | UD     | 1915年8月17日  | 1916年3月22日  | †    | 在丁格尔附近（51°54′N 10°53′W / 51.900°N 10.883°W）遭英国Q船法恩伯勒号击沉                                        |
| U-69号  | UD     | 1915年9月4日   | 1917年7月11日  | ?    | 在前往爱尔兰海途中失踪                                                                                            |
| U-70号  | UD     | 1915年9月22日  | 1918年11月20日 | §    | 引渡至英国，1919至1920年间在博內斯拆解报废                                                                        |
| U-71号  | UE 1   | 1915年12月20日 | 1919年2月23日  | §    | 引渡至法国，1921年在瑟堡拆解报废                                                                                  |
| U-72号  | UE 1   | 1916年1月26日  | 1918年11月11日 | ×    | 战略撤退期间在卡塔罗附近（42°30′N 18°41′E / 42.500°N 18.683°E）自沉                                               |
| U-73号  | UE 1   | 1915年10月9日  | 1918年10月30日 | ×    | 战略撤退期间在普拉附近（44°52′N 13°50′E / 44.867°N 13.833°E）自沉                                                 |
| U-74号  | UE 1   | 1915年11月24日 | 1916年5月16日  | ×    | 在邓巴附近因水雷操作事故沉没                                                                                      |
| U-75号  | UE 1   | 1916年3月26日  | 1917年12月13日 | †    | 在泰尔斯海灵岛附近触雷沉没                                                                                        |
| U-76号  | UE 1   | 1916年5月11日  | 1917年1月22日  | ×    | 与俄国拖网渔船相撞后因恶劣天气而在瑟略岛附近沉没                                                                  |
| U-77号  | UE 1   | 1916年3月10日  | 1916年7月7日   | ?    | 在金奈尔德角执行布雷任务时失踪                                                                                    |
| U-78号  | UE 1   | 1916年4月20日  | 1918年10月28日 | †    | 在北海中部（56°2′N 5°8′E / 56.033°N 5.133°E）遭英国潜艇G2号击沉                                                   |
| U-79号  | UE 1   | 1916年5月25日  | 1918年11月21日 | §    | 移交法国，以维克托·雷韦耶号之名在法国海军服役至1935年，1936年在布雷斯特拆解报废                                   |
| U-80号  | UE 1   | 1916年6月6日   | 1919年1月16日  | §    | 引渡至英国，1919年在斯旺西拆解报废                                                                                |
| U-81号  | 中型U  | 1916年8月22日  | 1917年5月1日   | †    | 在爱尔兰岛西部（51°25′N 13°5′W / 51.417°N 13.083°W）遭英国潜艇E54号击沉                                           |
| U-82号  | 中型U  | 1916年9月16日  | 1919年1月16日  | §    | 引渡至英国，1919年至1920年间在布莱斯拆解报废                                                                      |
| U-83号  | 中型U  | 1916年9月6日   | 1917年2月17日  | †    | 在爱尔兰岛西南部（51°34′N 11°23′W / 51.567°N 11.383°W）遭英国Q船法恩伯勒号击沉                                    |
| U-84号  | 中型U  | 1916年10月7日  | 1918年1月15日  | ?    | 在庞马尔克附近以不明原因沉没                                                                                      |
| U-85号  | 中型U  | 1916年10月23日 | 1917年3月7日   | ?    | 在北海失踪 |
| U-86号  | 中型U  | 1916年11月30日 | 1918年11月20日 | §    | 引渡至英国，1921年在转运拆解途中自沉                                                                              |
| U-87号  | 中型U  | 1917年2月26日  | 1917年12月25日 | †    | 在爱尔兰海（52°56′N 5°7′W / 52.933°N 5.117°W）遭英国单桅战船毛茛号及PC56号共同击沉                                |
| U-88号  | 中型U  | 1917年4月7日   | 1917年9月5日   | ?    | 推测在泰尔斯海灵岛附近触雷沉没                                                                                    |
| U-89号  | 中型U  | 1917年6月21日  | 1918年2月12日  | †    | 在马林角附近（55°38′N 7°32′W / 55.633°N 7.533°W）遭英国装甲巡洋舰罗克斯堡号撞沉                                   |
| U-90号  | 中型U  | 1917年8月2日   | 1918年11月20日 | §    | 引渡至英国，1919－1920年间在博內斯拆解报废                                                                        |
| U-91号  | 中型U  | 1917年9月17日  | 1918年11月26日 | §    | 引渡至法国，1921年7月在布雷斯特拆解报废                                                                           |
| U-92号  | 中型U  | 1917年10月22日 | 1918年9月9日   | ?    | 失踪，推测在奥克尼群岛附近触雷沉没                                                                                |
| U-93号  | 中型U  | 1917年2月10日  | 1918年1月15日  | ?    | 在阿尔德洛附近失踪                                                                                                |
| U-94号  | 中型U  | 1917年3月3日   | 1918年11月20日 | §    | 引渡至英国，1919－1920年间在博內斯拆解报废                                                                        |
| U-95号  | 中型U  | 1917年4月29日  | 1918年1月16日  | ?    | 在阿尔德洛附近以不明原因沉没                                                                                      |
| U-96号  | 中型U  | 1917年4月11日  | 1918年11月20日 | §    | 引渡至英国，1919－1920年间在博內斯拆解报废                                                                        |
| U-97号  | 中型U  | 1917年5月16日  | 1918年11月21日 | ×    | 因事故在北海（53°25′N 3°10′E / 53.417°N 3.167°E）沉没                                                             |
| U-98号  | 中型U  | 1917年5月31日  | 1919年1月16日  | §    | 引渡至英国，1919－1920年间在布莱斯拆解报废                                                                        |
| U-99号  | 中型U  | 1917年3月28日  | 1917年7月7日   | ?    | 在北海失踪 |
| U-100号 | 中型U  | 1917年4月16日  | 1918年11月27日 | §    | 引渡至英国，1922年在斯旺西拆解报废                                                                                |
| U-101号 | 中型U  | 1917年5月15日  | 1918年11月21日 | §    | 引渡至英国，1920年在莫克姆拆解报废                                                                                |
| U-102号 | 中型U  | 1917年6月18日  | 1918年9月30日  | ?    | 推测在北海触雷沉没；残骸于2006年11月在奥克尼群岛附近寻获                                                          |
| U-103号 | 中型U  | 1917年7月15日  | 1918年5月12日  | †    | 在英吉利海峡（49°16′N 4°51′W / 49.267°N 4.850°W）遭英国运兵船奥林匹克号撞沉                                       |
| U-104号 | 中型U  | 1917年8月12日  | 1918年4月25日  | †    | 在聖佐治海峽（51°59′N 6°26′W / 51.983°N 6.433°W）遭英国单桅战船夜香树号击沉                                       |
| U-105号 | 中型U  | 1917年7月4日   | 1918年11月20日 | §    | 移交法国，以让·奥特里克号之名在法国海军服役至1935年，1938年在布雷斯特拆解报废                                     |
| U-106号 | 中型U  | 1917年7月28日  | 1917年10月7日  | †    | 在泰尔斯海灵岛附近（54°50′N 6°0′E / 54.833°N 6.000°E）触雷沉没                                                    |
| U-107号 | 中型U  | 1917年8月18日  | 1918年11月20日 | §    | 引渡至英国，1922年在斯旺西拆解报废                                                                                |
| U-108号 | 中型U  | 1917年12月5日  | 1918年11月20日 | §    | 移交法国，以莱昂·米尼奥号之名在法国海军服役至1935年，1938年在布雷斯特拆解报废                                     |
| U-109号 | 中型U  | 1917年11月7日  | 1918年1月26日  | ?    | 推定在多佛尔屏障（50°53′N 1°31′E / 50.883°N 1.517°E）中触雷沉没                                                   |
| U-110号 | 中型U  | 1917年9月25日  | 1918年3月15日  | †    | 在马林角附近遭英国驱逐舰迈克尔号和莫尔斯比号击沉，后打捞上岸报废                                                  |
| U-111号 | 中型U  | 1917年12月30日 | 1918年11月20日 | §    | 移交英国，后引渡至美国，1922年在維珍尼亞海灘附近遭炸沉                                                            |
| U-112号 | 中型U  | 1918年6月30日  | 1918年11月22日 | §    | 引渡至英国，1922年在罗彻斯特拆解报废                                                                              |
| U-113号 | 中型U  | 1918年2月23日  | 1918年11月20日 | §    | 引渡至法国，1921年在布雷斯特拆解报废                                                                              |
| U-114号 | 中型U  | 1918年6月19日  | 1918年11月26日 | §    | 引渡至意大利，1919年在拉斯佩齐亚拆解报废                                                                          |
| U-117号 | UE 2   | 1918年3月28日  | 1918年11月21日 | §    | 移交英国，后引渡至美国，1921年在查尔斯角附近作为靶舰遭炸沉                                                        |
| U-118号 | UE 2   | 1918年5月8日   | 1919年2月23日  | §    | 移交英国，后在引渡至法国途中于1919年4月15日在黑斯廷斯搁浅。艇体于1921年就地拆解                                   |
| U-119号 | UE 2   | 1918年6月20日  | 1918年11月20日 | §    | 移交法国，以勒内·奥德里号之名在法国海军服役至1937年，1938年在瑟堡拆解报废                                         |
| U-120号 | UE 2   | 1918年8月31日  | 1918年11月22日 | §    | 引渡至意大利，1919年在拉斯佩齐亚拆解报废                                                                          |
| U-121号 | UE 2   | 未入役         | 不適用         | §    | 停战后完工，移交英国，后引渡至法国，1921年7月1日在瑟堡附近作为靶舰遭击沉                                          |
| U-122号 | UE 2   | 1918年5月4日   | 1918年11月26日 | §    | 引渡至英国，1921年在怀特岛附近被凿沉                                                                              |
| U-123号 | UE 2   | 1918年7月20日  | 1918年11月22日 | §    | 引渡至英国，1921年在英吉利海峡中部被凿沉                                                                          |
| U-124号 | UE 2   | 1918年7月12日  | 1918年12月1日  | §    | 引渡至英国，1920年在斯旺西拆解报废                                                                                |
| U-125号 | UE 2   | 1918年9月4日   | 1918年11月26日 | §    | 引渡至日本，以O-1号之名在日本海军服役至1921年，同年在横须贺部分拆解，最终作为辅助舰运用至1935年                   |
| U-126号 | UE 2   | 1918年10月7日  | 1918年11月22日 | §    | 引渡至英国，1923年在厄普诺拆解报废                                                                                |
| U-135号 | 中型U  | 1918年6月20日  | 1918年11月20日 | §    | 引渡至英国，1921年作为靶舰遭击沉                                                                                  |
| U-136号 | 中型U  | 1918年8月15日  | 1919年2月23日  | §    | 引渡至法国，1921年在瑟堡拆解报废                                                                                  |
| U-139号 | U-139  | 1918年5月18日  | 1918年11月24日 | §    | 移交法国，以阿尔布龙号之名在法国海军服役至1935年，1936年拆解报废                                                  |
| U-140号 | U-139  | 1918年3月28日  | 1919年2月23日  | §    | 移交英国，后引渡至美国，1921年在查尔斯角附近作为靶舰遭击沉                                                        |
| U-141号 | U-139  | 1918年6月24日  | 1918年11月26日 | §    | 引渡至英国，1923年在厄普诺拆解报废                                                                                |
| U-142号 | U-142  | 1918年11月10日 | 1918年11月11日 | A    | 入役后立即返厂，1919年在奥斯勒布斯豪森拆解报废                                                                    |
| U-151号 | U-151  | 1917年7月21日  | 1918年11月24日 | §    | 引渡至法国，1921年6月7日在瑟堡附近作为靶舰遭击沉                                                                  |
| U-152号 | U-151  | 1917年10月17日 | 1918年11月24日 | §    | 引渡至英国，1921年6月30日在怀特岛附近被凿沉                                                                       |
| U-153号 | U-151  | 1917年11月17日 | 1918年11月24日 | §    | 引渡至英国，1921年6月30日在怀特岛附近被凿沉                                                                       |
| U-154号 | U-151  | 1917年12月12日 | 1918年5月11日  | †    | 在大西洋（36°51′N 11°50′W / 36.850°N 11.833°W）遭英国潜艇E35号击沉                                                |
| U-155号 | U-151  | 1917年2月19日  | 1918年11月24日 | §    | 曾作为德国号商用潜艇运营；引渡至英国，1922年在罗克费里拆解报废                                                    |
| U-156号 | U-151  | 1917年8月22日  | 1918年9月25日  | ?    | 推测在北海水雷阵内触雷沉没                                                                                        |
| U-157号 | U-151  | 1917年9月22日  | 1918年11月11日 | §    | 扣押在特隆赫姆，1919年2月8日引渡至法国，1921年7月在布雷斯特拆解报废                                               |
| U-160号 | 中型U  | 1918年5月26日  | 1918年11月20日 | §    | 引渡至法国，在瑟堡拆解报废                                                                                        |
| U-161号 | 中型U  | 1918年6月29日  | 1918年11月20日 | §    | 引渡至英国，1921年6月30日作为靶舰在英吉利海峡遭击沉                                                               |
| U-162号 | 中型U  | 1918年7月31日  | 1918年11月20日 | §    | 移交法国，以皮埃尔·马拉斯特号之名在法国海军服役至1937年                                                           |
| U-163号 | 中型U  | 1918年8月21日  | 1918年11月22日 | §    | 引渡至意大利，1919年8月在拉斯佩齐亚拆解报废                                                                       |
| U-164号 | 中型U  | 1918年10月17日 | 1918年11月22日 | §    | 引渡至英国，1922年在斯旺西拆解报废                                                                                |
| U-165号 | 中型U  | 1918年11月6日  | 1918年11月18日 | ×    | 引渡至英国途中在威悉河（53°10′N 8°53′E / 53.167°N 8.883°E）沉没，1919年2月21日打捞上岸并拆解                      |
| U-166号 | 中型U  | 1919年3月21日  | 1919年3月21日  | §    | 移交法国，以让·鲁利耶号之名在法国海军服役至1935年7月24日                                                          |
| U-167号 | 中型U  | 1919年4月18日  | 1919年4月18日  | §    | 引渡至英国，1921年在格雷斯拆解报废                                                                                |

## 近岸作业潜艇（UB-1至UB-155号）
| 艇名     | 艇级   | 入役           | 除役           | 结局 | 备注                                                                                                   |
| -------- | ------ | -------------- | -------------- | ---- | --- |
| UB-1号   | UB I   | 1915年1月29日  | 1918年7月9日   | †    | 1918年7月25日在考尔莱附近触雷，后移交意大利，1920年在普拉拆解报废                                      |
| UB-2号   | UB I   | 1915年2月20日  | 1919年2月19日  | A    | 1920年2月3日由斯廷内斯拆解报废                                                                         |
| UB-3号   | UB I   | 1915年3月14日  | 1915年5月23日  | ?    | 在爱琴海失踪                                                                                           |
| UB-4号   | UB I   | 1915年3月23日  | 1915年8月15日  | †    | 在雅茅斯附近（52°43′N 2°18′E / 52.717°N 2.300°E）遭英国Q船因弗里昂号击沉                               |
| UB-5号   | UB I   | 1915年3月25日  | 1919年2月19日  | A    | 1919年在吕贝克拆解报废                                                                                 |
| UB-6号   | UB I   | 1915年4月8日   | 1917年3月18日  | ×    | 1917年3月12日搁浅，在海勒富茨勒伊斯扣留期间自沉，残骸于1919年移交法国并于1921年7月在布雷斯特拆解报废   |
| UB-7号   | UB I   | 1915年5月6日   | 1916年9月27日  | ×    | 在瓦尔纳附近（43°2′N 28°6′E / 43.033°N 28.100°E）触雷沉没                                              |
| UB-8号   | UB I   | 1915年4月23日  | 1919年2月25日  | §    | 移交法国，1921年8月在比塞大拆解报废                                                                    |
| UB-9号   | UB I   | 1915年2月18日  | 1919年2月19日  | A    | 1919在吕贝克拆解报废                                                                                   |
| UB-10号  | UB I   | 1915年3月15日  | 1918年10月5日  | ×    | 从比利时的佛兰德海岸撤退时在泽布吕赫附近（51°21′N 3°12′E / 51.350°N 3.200°E）凿沉                      |
| UB-11号  | UB I   | 1915年3月4日   | 1919年2月19日  | A    | 1920年2月3日由斯廷內斯拆解报废                                                                         |
| UB-12号  | UB I   | 1915年3月29日  | 1918年8月      | ?    | 1918年8月19日至24日间在北海失踪                                                                        |
| UB-13号  | UB I   | 1915年4月6日   | 1916年4月24日  | †    | 在比利时近岸（51°33′N 2°45′E / 51.550°N 2.750°E）遭防潜网缠搅并沉没                                    |
| UB-14号  | UB I   | 1915年3月25日  | 1918年11月25日 | §    | 在塞瓦斯托波尔解除武装，1920年拆解报废                                                                 |
| UB-15号  | UB I   | 1915年4月11日  |                | §    | 1919年在普拉拆解报废                                                                                   |
| UB-16号  | UB I   | 1915年5月12日  | 1918年5月10日  | †    | 在哈维奇附近（52°6′N 2°1′E / 52.100°N 2.017°E）遭英国潜艇E34号击沉                                     |
| UB-17号  | UB I   | 1915年5月4日   | 1918年3月15日  | ?    | 1918年3月15日之后失踪                                                                                  |
| UB-18号  | UB II  | 1915年12月10日 | 1917年12月9日  | †    | 在英吉利海峡的49°17′N 5°47′W / 49.283°N 5.783°W处遭英国海军拖网船本·劳尔号撞沉                         |
| UB-19号  | UB II  | 1915年12月16日 | 1916年11月30日 | †    | 在英吉利海峡的49°56′N 2°45′W / 49.933°N 2.750°W处遭英国Q船彭斯赫斯特号击沉                             |
| UB-20号  | UB II  | 1916年2月8日   | 1917年7月28日  | †    | 在泽布吕赫附近（51°21′N 2°38′W / 51.350°N 2.633°W）触雷沉没                                            |
| UB-21号  | UB II  | 1916年2月18日  | 1918年11月24日 | §    | 引渡至英国，1920年作为标靶被击沉                                                                       |
| UB-22号  | UB II  | 1916年3月1日   | 1918年1月19日  | †    | 在黑尔戈兰湾（54°40′N 6°32′E / 54.667°N 6.533°E）触雷沉没                                              |
| UB-23号  | UB II  | 1916年3月11日  | 1917年7月29日  | §    | 在拉科鲁尼亚被扣留，战后移交法国，1921年在瑟堡拆解报废                                                 |
| UB-24号  | UB II  | 1915年11月18日 | 1918年11月24日 | §    | 引渡至法国，1921年7月在布雷斯特拆解报废                                                                |
| UB-25号  | UB II  | 1915年12月11日 | 1918年11月26日 | §    | 引渡至英国，1922年在景宁镇拆解报废                                                                     |
| UB-26号  | UB II  | 1915年12月27日 | 1916年4月5日   | †    | 遭法国驱逐舰龙卷风号布设的防潜网缠困后凿沉。后由法国海军打捞上岸，修复后以罗兰·莫里约号之名服役        |
| UB-27号  | UB II  | 1916年2月23日  | 1917年7月29日  | †    | 在洛斯托夫特以南的霍夫登海域遭英国鱼雷炮舰阿尔库俄涅号击沉                                             |
| UB-28号  | UB II  | 1916年1月7日   | 1918年11月24日 | §    | 引渡至英国，1919年在博內斯拆解报废                                                                     |
| UB-29号  | UB II  | 1916年1月18日  | 1916年12月18日 | †    | 1916年12月以不明原因沉没（残骸于2017年在比利时的佛兰德西岸寻获）                                       |
| UB-30号  | UB II  | 1916年3月16日  | 1918年8月13日  | †    | 在惠特比对开海域（54°32′N 0°36′E / 54.533°N 0.600°E）遭多艘英国武装拖网船投掷的深水炸弹击沉            |
| UB-31号  | UB II  | 1916年3月24日  | 1918年5月2日   | †    | 在多佛尔海峡（51°02′N 1°10′E / 51.033°N 1.167°E）遭多艘英国武装拖网船投掷的深水炸弹击沉                |
| UB-32号  | UB II  | 1916年4月10日  | 1917年9月22日  | †    | 在英吉利海峡（51°45′N 2°5′E / 51.750°N 2.083°E）遭皇家海军航空队飞机炸沉                               |
| UB-33号  | UB II  | 1916年4月20日  | 1918年4月11日  | †    | 在瓦尔内沙洲附近的多佛尔屏障内（50°56′N 1°17′E / 50.933°N 1.283°E）触雷沉没                            |
| UB-34号  | UB II  | 1916年5月17日  | 1918年11月26日 | §    | 引渡至英国，1922年在景宁镇拆解报废                                                                     |
| UB-35号  | UB II  | 1916年4月17日  | 1918年1月26日  | †    | 在英吉利海峡（51°3′N 1°46′E / 51.050°N 1.767°E）遭英国驱逐舰利文号击沉                                 |
| UB-36号  | UB II  | 1916年5月22日  | 1917年5月9日   | †    | 在佛兰德附近海域触雷沉没                                                                               |
| UB-37号  | UB II  | 1916年6月10日  | 1917年1月14日  | †    | 在英吉利海峡（50°7′N 1°47′E / 50.117°N 1.783°E）遭英国Q船彭斯赫斯特号击沉                              |
| UB-38号  | UB II  | 1916年7月18日  | 1918年2月8日   | †    | 在多佛尔屏障（50°56′N 1°25′E / 50.933°N 1.417°E）触雷沉没                                              |
| UB-39号  | UB II  | 1916年4月28日  | 1917年5月7日   | †    | 在桑德蒂滩附近（51°20′N 02°09′E / 51.333°N 2.150°E）触雷沉没                                           |
| UB-40号  | UB II  | 1916年8月18日  | 1918年10月5日  | ×    | 德军撤离比利时期间在奥斯坦德（51°13′N 02°56′E / 51.217°N 2.933°E）凿沉                                 |
| UB-41号  | UB II  | 1916年8月25日  | 1917年10月5日  | †    | 在斯卡布罗附近（54°27′N 00°17′W / 54.450°N 0.283°W）触雷沉没                                           |
| UB-42号  | UB II  | 1916年3月23日  | 1918年11月16日 | §    | 移交英国，1920年在马耳他拆解报废                                                                       |
| UB-43号  | UB II  | 1916年4月24日  | 1918年11月6日  | §    | 自1917年起以U-43号之名在奥匈帝国海军服役；战后移交法国，1920年在比塞大拆解报废                         |
| UB-44号  | UB II  | 1916年5月11日  | 1916年8月4日   | ?    | 1916年8月4日后在爱琴海失踪                                                                             |
| UB-45号  | UB II  | 1916年5月26日  | 1916年11月6日  | †    | 在瓦尔纳附近（43°2′N 28°15′E / 43.033°N 28.250°E）触雷沉没                                             |
| UB-46号  | UB II  | 1916年6月12日  | 1916年12月7日  | †    | 在博斯普鲁斯海峡附近（41°43′N 28°58′E / 41.717°N 28.967°E）触雷沉没                                    |
| UB-47号  | UB II  | 1916年7月4日   | 1918年11月6日  | §    | 自1917年起以U-47号之名在奥匈帝国海军服役；战后移交法国，1920年在比塞大拆解报废                         |
| UB-48号  | UB III | 1917年6月11日  | 1918年10月28日 | ×    | 德军撤离奥匈帝国期间在普拉（（44°52′N 13°50′E / 44.867°N 13.833°E）凿沉                                |
| UB-49号  | UB III | 1917年6月28日  | 1919年1月16日  | §    | 移交英国，1922年在斯旺西拆解报废                                                                       |
| UB-50号  | UB III | 1917年7月12日  | 1919年1月16日  | §    | 移交英国，1922年在斯旺西拆解报废                                                                       |
| UB-51号  | UB III | 1917年7月26日  | 1919年1月16日  | §    | 移交英国，1922年在斯旺西拆解报废                                                                       |
| UB-52号  | UB III | 1917年8月9日   | 1918年5月23日  | †    | 在亚得里亚海南端（41°46′N 18°52′E / 41.767°N 18.867°E）遭英国潜艇H4号击沉                              |
| UB-53号  | UB III | 1917年8月21日  | 1918年8月3日   | †    | 在奥特朗托屏障（39°40′N 18°40′E / 39.667°N 18.667°E触雷沉没）                                          |
| UB-54号  | UB III | 1917年6月12日  | 1918年3月1日   | ?    | 从泽布吕赫离港后失踪                                                                                   |
| UB-55号  | UB III | 1917年7月1日   | 1918年4月22日  | †    | 在多佛尔屏障内（51°01′N 01°20′E / 51.017°N 1.333°E）触雷沉没                                           |
| UB-56号  | UB III | 1917年7月19日  | 1917年12月19日 | †    | 在多佛尔屏障内（50°58′N 01°21′E / 50.967°N 1.350°E）触雷沉没                                           |
| UB-57号  | UB III | 1917年7月30日  | 1918年8月14日  | †    | 在佛兰德附近海域触雷沉没                                                                               |
| UB-58号  | UB III | 1917年8月10日  | 1918年3月10日  | †    | 在多佛尔屏障内（51°00′N 01°19′E / 51.000°N 1.317°E）触雷沉没                                           |
| UB-59号  | UB III | 1917年8月25日  | 51918年10月5日 | ×    | 从比利时撤退时在泽布吕赫附近（51°19′N 3°12′E / 51.317°N 3.200°E）凿沉                                  |
| UB-60号  | UB III | 1917年6月6日   | 1918年11月26日 | §    | 移交英国，1919年移送拆解途中在英吉利海峡（50°19′20″N 3°28′38″W / 50.32222°N 3.47722°W）沉没            |
| UB-61号  | UB III | 1917年6月23日  | 1917年11月29日 | †    | 在弗利兰岛附近（53°25′N 4°58′E / 53.417°N 4.967°E）撞上英国潜艇E51号布设的水雷后沉没                   |
| UB-62号  | UB III | 1917年7月9日   | 1918年11月21日 | §    | 移交英国，1922年在斯旺西拆解报废                                                                       |
| UB-63号  | UB III | 1917年7月23日  | 1918年1月14日  | ?    | 或于1918年1月28日在福斯湾遭两艘英国武装拖网船击沉                                                      |
| UB-64号  | UB III | 1917年8月5日   | 1918年11月21日 | §    | 移交英国，1921年在费勒姆拆解报废                                                                       |
| UB-65号  | UB III | 1917年8月18日  | 1918年7月14日  | ?    | 以不明原因在英格兰的帕德斯托附近（50°36′40″N 5°00′18″W / 50.611°N 5.005°W）沉没                        |
| UB-66号  | UB III | 1917年8月1日   | 1918年1月18日  | ?    | 在地中海东部失踪                                                                                       |
| UB-67号  | UB III | 1917年8月23日  | 1918年11月24日 | §    | 移交英国，1922年在斯旺西拆解报废                                                                       |
| UB-68号  | UB III | 1917年7月4日   | 1918年10月4日  | †    | 在马耳他东部海域（33°56′N 16°20′E / 33.933°N 16.333°E）遭一支英国护航船队击伤后被迫凿沉                |
| UB-69号  | UB III | 1917年10月12日 | 1918年1月9日   | †    | 在比塞大附近（37°30′N 10°38′E / 37.500°N 10.633°E）遭英国单桅战船仙客来号击沉                          |
| UB-70号  | UB III | 1917年10月29日 | 1918年5月5日   | ?    | 在直布罗陀以东失踪                                                                                     |
| UB-71号  | UB III | 1917年11月23日 | 1918年4月21日  | †    | 在阿尔米纳角附近（35°58′N 5°18′E / 35.967°N 5.300°E）遭英国军用汽艇ML413号击沉                         |
| UB-72号  | UB III | 1917年11月9日  | 1918年5月12日  | †    | 在英吉利海峡（50°8′N 2°41′W / 50.133°N 2.683°W）遭英国潜艇D4号击沉                                     |
| UB-73号  | UB III | 1917年10月2日  | 1918年11月21日 | §    | 移交法国，1921年7月在布雷斯特拆解报废                                                                  |
| UB-74号  | UB III | 1917年10月24日 | 1918年5月26日  | †    | 在莱姆湾（50°32′N 2°32′W / 50.533°N 2.533°W）遭英国武装游艇洛娜号击沉                                  |
| UB-75号  | UB III | 1917年9月11日  | 1917年12月10日 | ?    | 推定在罗宾胡兹贝附近海域（54°27′N 0°15′W / 54.450°N 0.250°W）触雷沉没                                  |
| UB-76号  | UB III | 1917年9月23日  | 1919年2月12日  | §    | 移交英国，1922年在罗彻斯特拆解报废                                                                     |
| UB-77号  | UB III | 1917年10月2日  | 1919年1月16日  | §    | 移交英国，1922年在斯旺西拆解报废                                                                       |
| UB-78号  | UB III | 1917年10月20日 | 1918年4月19日  | †    | 在多佛尔屏障（51°01′N 01°17′E / 51.017°N 1.283°E）触雷沉没                                             |
| UB-79号  | UB III | 1917年10月27日 | 1918年11月26日 | §    | 移交英国，1922年在斯旺西拆解报废                                                                       |
| UB-80号  | UB III | 1918年2月14日  | 1918年11月26日 | §    | 移交意大利，1919年5月在拉斯佩齐亚拆解报废                                                              |
| UB-81号  | UB III | 1917年9月18日  | 1917年12月2日  | †    | 在邓诺斯角附近（50°29′N 0°58′W / 50.483°N 0.967°W）触雷沉没                                            |
| UB-82号  | UB III | 1917年10月2日  | 1918年4月17日  | †    | 在爱尔兰海（55°13′N 5°55′W / 55.217°N 5.917°W）遭两艘英国武装拖网船击沉                                |
| UB-83号  | UB III | 1917年10月15日 | 1918年9月10日  | †    | 在奥克尼群岛附近（58°28′N 1°50′W / 58.467°N 1.833°W）遭英国驱逐舰欧菲莉亚号击沉                        |
| UB-84号  | UB III | 1917年10月31日 | 1918年11月26日 | §    | 1917年12月7日意外沉没，打捞上岸后重新用作训练艇，战后移交法国，1921年在布雷斯特拆解报废                |
| UB-85号  | UB III | 1917年11月24日 | 1918年4月30日  | †    | 在处女礁（54°47′N 5°23′W / 54.783°N 5.383°W）附近遭英国武装拖网船和军用汽艇合力击沉                    |
| UB-86号  | UB III | 1917年11月10日 | 1918年11月24日 | §    | 移交英国，作爆炸试验后在法尔茅斯（50°8′N 5°3′W / 50.133°N 5.050°W）搁滩，1921年就地拆解                |
| UB-87号  | UB III | 1917年12月27日 | 1918年11月20日 | §    | 移交法国，1921年7月在布雷斯特拆解报废                                                                  |
| UB-88号  | UB III | 1918年1月26日  | 1918年11月26日 | §    | 移交英国，后引渡至美国，1921年在圣佩德罗附近（33°36′N 118°14′W / 33.600°N 118.233°W）遭威尔克斯号击沉  |
| UB-89号  | UB III | 1918年2月25日  | 1918年10月30日 | §    | 1918年10月21日在基尔附近与小巡洋舰法兰克福号发生碰撞并沉没，打捞后移交英国，至1920年在多德雷赫特拆解   |
| UB-90号  | UB III | 1918年3月21日  | 1918年10月16日 | †    | 在斯卡格拉克海峡（57°55′N 10°27′E / 57.917°N 10.450°E）遭英国潜艇L12号击沉                             |
| UB-91号  | UB III | 1918年4月11日  | 1918年11月21日 | §    | 移交英国，1921年在布里顿费里拆解报废                                                                   |
| UB-92号  | UB III | 1918年4月27日  | 1918年11月21日 | §    | 移交英国，1919至1920年间在博內斯拆解报废                                                               |
| UB-93号  | UB III | 1918年5月15日  | 1918年11月21日 | §    | 移交英国，1922年在罗彻斯特拆解报废                                                                     |
| UB-94号  | UB III | 1918年6月1日   | 1918年11月22日 | §    | 移交法国，以特立尼特-席勒芒号之名在法国海军服役至1935年后拆解                                          |
| UB-95号  | UB III | 1918年6月20日  | 1918年11月21日 | §    | 移交意大利，1919年8月在拉斯佩齐亚拆解报废                                                              |
| UB-96号  | UB III | 1918年7月2日   | 1918年11月21日 | §    | 移交英国，1919至1920年间在博內斯拆解报废                                                               |
| UB-97号  | UB III | 1918年7月26日  | 1918年11月21日 | §    | 移交英国，作爆炸试验后在法尔茅斯（50°8′N 5°3′W / 50.133°N 5.050°W）搁滩，1921年就地拆解                |
| UB-98号  | UB III | 1918年8月8日   | 1918年11月21日 | §    | 移交英国，1922年在波斯马多格拆解报废                                                                   |
| UB-99号  | UB III | 1918年9月4日   | 1918年11月26日 | §    | 移交法国，以卡里桑号之名在法国海军服役至1935年后拆解                                                   |
| UB-100号 | UB III | 1918年9月17日  | 1918年11月21日 | §    | 移交英国，1922年多德雷赫特拆解报废                                                                     |
| UB-101号 | UB III | 1918年10月30日 | 1918年11月26日 | §    | 移交英国，1919年至1920年间在费利克斯托拆解报废                                                         |
| UB-102号 | UB III | 1918年10月17日 | 1918年11月22日 | §    | 移交意大利，1919年7月在拉斯佩齐亚拆解报废                                                              |
| UB-103号 | UB III | 1917年12月5日  | 1918年8月14日  | †    | 在佛兰德附近海域触雷沉没                                                                               |
| UB-104号 | UB III | 1918年3月15日  | 1918年9月21日  | ?    | 在莱姆湾失踪                                                                                           |
| UB-105号 | UB III | 1918年1月5日   | 1919年1月16日  | §    | 移交英国，1922年在费利克斯托拆解报废                                                                   |
| UB-106号 | UB III | 1918年2月7日   | 1918年11月26日 | §    | 1918年3月15日意外沉没，打捞上岸后移交英国，1921年在法尔茅斯拆解报废                                    |
| UB-107号 | UB III | 1918年2月16日  | 1918年7月28日  | ?    | 1918年7月28日至8月3日之间以不明原因在弗兰伯勒角附近（54°23′30″N 0°24′20″W / 54.39167°N 0.40556°W）沉没 |
| UB-108号 | UB III | 1918年3月1日   | 1918年7月2日   | †    | 在佛兰德附近海域触雷沉没                                                                               |
| UB-109号 | UB III | 1917年12月31日 | 1918年8月29日  | †    | 在多佛尔屏障内（51°3′N 1°14′W / 51.050°N 1.233°W）触雷沉没                                             |
| UB-110号 | UB III | 1918年3月23日  | 1918年7月19日  | †    | 在泰恩河口附近（54°39′N 0°55′W / 54.650°N 0.917°W）遭英国驱逐舰加里号撞沉                              |
| UB-111号 | UB III | 1918年4月5日   | 1918年11月21日 | §    | 移交英国，1919－1920年间在博內斯拆解报废                                                               |
| UB-112号 | UB III | 1918年4月16日  | 1918年11月26日 | §    | 移交英国，作试验后被遗弃法尔茅斯附近，1921年就地拆解                                                   |
| UB-113号 | UB III | 1918年4月25日  | 1918年9月14日  | ?    | 在英吉利海峡失踪                                                                                       |
| UB-114号 | UB III | 1918年5月4日   | 1918年11月26日 | §    | 1918年5月13日意外沉没，打捞上岸后引渡至英国，1919年4月19日移交法国途中再度意外沉没                     |
| UB-115号 | UB III | 1918年5月28日  | 1918年9月29日  | †    | 在滨海牛顿附近（55°13′N 1°22′W / 55.217°N 1.367°W）遭多艘英国军舰及飞艇合力击沉                        |
| UB-116号 | UB III | 1918年5月24日  | 1918年10月28日 | †    | 执行第19号作战令途中在霍萨海峡（58°50′N 3°4′W / 58.833°N 3.067°W）遭英国遥控水雷击沉                   |
| UB-117号 | UB III | 1918年6月6日   | 1918年11月26日 | §    | 移交英国，1920年在费利克斯托拆解报废                                                                   |
| UB-118号 | UB III | 1918年1月22日  | 1918年11月20日 | §    | 移交英国，1920年11月21日在法尔茅斯遭肯尼特号驱逐舰击沉                                                 |
| UB-119号 | UB III | 1918年2月9日   | 1918年5月5日   | †    | 在拉斯林岛至爱尔兰海岸之间水域遭英国轮船绿岛号撞沉                                                     |
| UB-120号 | UB III | 1918年3月23日  | 1918年11月24日 | §    | 移交英国，1922年在斯旺西拆解报废                                                                       |
| UB-121号 | UB III | 1918年2月10日  | 1918年11月20日 | §    | 移交法国，1921年7月在土伦拆解报废                                                                      |
| UB-122号 | UB III | 1918年3月4日   | 1918年11月24日 | §    | 移交英国，1921年7月在英吉利海峡自沉                                                                    |
| UB-123号 | UB III | 1918年4月6日   | 1918年10月19日 | ?    | 推测在北海水雷阵内触雷沉没                                                                             |
| UB-124号 | UB III | 1918年4月22日  | 1918年7月20日  | †    | 在伊尼什特拉哈爾島对开海域遭多艘英国军舰袭击后自沉                                                     |
| UB-125号 | UB III | 1918年5月18日  | 1918年11月20日 | §    | 引渡至英国，后移交日本，以O-6号之名服役至1921年，同年在佐世保拆解报废                                  |
| UB-126号 | UB III | 1918年4月20日  | 1918年11月26日 | §    | 引渡至英国，后移交法国，1921年7月在土伦拆解报废                                                        |
| UB-127号 | UB III | 1918年6月1日   | 1918年9月9日   | ?    | 推测在北海水雷阵内触雷沉没                                                                             |
| UB-128号 | UB III | 1918年5月11日  | 1919年2月3日   | §    | 移交英国，1921年在斯旺西拆解报废                                                                       |
| UB-129号 | UB III | 1918年6月11日  | 1918年10月30日 | ×    | 在阜姆（45°19′N 14°26′E / 45.317°N 14.433°E）自沉                                                      |
| UB-130号 | UB III | 1918年6月28日  | 1918年11月26日 | §    | 引渡至英国，后移交法国，1921年7月在土伦拆解报废                                                        |
| UB-131号 | UB III | 1918年7月4日   | 1918年11月24日 | §    | 移交英国，后于1921年在黑斯廷斯附近拆解报废                                                             |
| UB-132号 | UB III | 1918年7月25日  | 1918年11月21日 | §    | 移交英国，1922年在斯旺西拆解报废                                                                       |
| UB-133号 | UB III | 未入役         | 不適用         | §    | 战后完工，1919年4月16日移交英国，1922年在罗彻斯特拆解报废                                              |
| UB-136号 | UB III | 未入役         | 不適用         | §    | 战后完工，1919年4月16日移交英国，1922年在罗彻斯特拆解报废                                              |
| UB-142号 | UB III | 1918年8月31日  | 1918年11月22日 | §    | 移交法国，1921年在朗代诺拆解报废                                                                       |
| UB-143号 | UB III | 1918年10月3日  | 1918年11月13日 | §    | 引渡至英国，后移交日本，以O-7号之名服役至1921年，同年在横须贺拆解报废                                  |
| UB-144号 | UB III | 未入役         | 不適用         | §    | 战后完工，1919年3月27日移交英国，1922年在罗彻斯特拆解后丢弃                                            |
| UB-145号 | UB III | 未入役         | 不適用         | §    | 战后完工，1919年3月27日移交英国，1922年在罗彻斯特拆解后丢弃                                            |
| UB-148号 | UB III | 1918年9月19日  | 1918年11月13日 | §    | 移交英国，后引渡至美国，1921年作为靶舰在美国东岸遭西卡尔号驱逐舰击沉                                   |
| UB-149号 | UB III | 1918年10月22日 | 1918年11月22日 | §    | 移交英国，1922年在斯旺西拆解报废                                                                       |
| UB-150号 | UB III | 未入役         | 不適用         | §    | 战后完工，1919年3月27日移交英国，1922年在罗彻斯特拆解后丢弃                                            |
| UB-154号 | UB III | 未入役         | 不適用         | §    | 战后完工，1919年3月9日移交法国，1922年在布雷斯特拆解报废                                               |
| UB-155号 | UB III | 未入役         | 不適用         | §    | 战后完工，1919年3月9日移交法国，以让·科尔号之名在法国海军服役至1936年后拆解                            |

## 布雷潜艇（UC-1至UC-114号）
| 艇名     | 艇级   | 入役           | 除役           | 结局 | 备注 |
| -------- | ------ | -------------- | -------------- | ---- | --- |
| UC-1号   | UC I   | 1915年7月5日   | 1917年7月19日  | ?    | 推测在尼乌波特附近触雷沉没                                                                                           |
| UC-2号   | UC I   | 1915年5月17日  | 1915年6月30日  | ×    | 在雅茅斯对开（52°28′N 1°48′E / 52.467°N 1.800°E）遭自身水雷炸沉                                                      |
| UC-3号   | UC I   | 1915年6月1日   | 1916年5月27日  | ?    | 在泽布吕赫附近（51°58′N 3°13′E / 51.967°N 3.217°E）失踪，可能触雷或发生潜航事故                                      |
| UC-4号   | UC I   | 1915年6月10日  | 1918年10月5日  | ×    | 在泽布吕赫附近（51°36′N 3°2′E / 51.600°N 3.033°E）自沉                                                               |
| UC-5号   | UC I   | 1915年6月19日  | 1916年4月27日  | §    | 在希普沃什浅滩搁浅后自沉，由英国人打捞上岸，后移交美国作展览                                                         |
| UC-6号   | UC I   | 1915年6月24日  | 1917年9月27日  | †    | 在北福尔兰角附近的英国雷区内（51°30′N 01°34′E / 51.500°N 1.567°E）触雷沉没                                           |
| UC-7号   | UC I   | 1915年7月9日   | 1916年7月5日   | ?    | 在泽布吕赫附近（51°36′N 1°58′E / 51.600°N 1.967°E）失踪，可能触雷或发生潜航事故                                      |
| UC-8号   | UC I   | 1915年7月5日   | 1915年11月4日  | ×    | 在泰尔斯海灵岛附近（52°38′N 5°08′E / 52.633°N 5.133°E）搁浅后遭荷兰扣押，继而以M-1号之名投入荷兰皇家海军服役至1932年 |
| UC-9号   | UC I   | 1915年7月15日  | 1915年10月20日 | ?    | 在长滩灯船附近失踪，推测为触雷沉没                                                                                   |
| UC-10号  | UC I   | 1915年7月17日  | 1916年8月21日  | †    | 在斯豪文沙洲附近（51°39′N 03°17′E / 51.650°N 3.283°E）遭英国潜艇E54号击沉                                            |
| UC-11号  | UC I   | 1915年4月23日  | 1918年6月26日  | †    | 在哈维奇附近（51°55′N 1°41′E / 51.917°N 1.683°E）触雷沉没                                                            |
| UC-12号  | UC I   | 1915年5月2日   | 1916年3月16日  | ×    | 在塔兰托湾遭自身水雷爆炸而沉没，后由意大利人打捞上岸，并以X-I号之名投入意大利皇家海军服役至1919年                    |
| UC-13号  | UC I   | 1915年5月15日  | 1915年11月29日 | ×    | 在博斯普鲁斯海峡附近（41°15′N 30°5′E / 41.250°N 30.083°E）搁浅后自沉                                                 |
| UC-14号  | UC I   | 1915年6月5日   | 1917年10月3日  | †    | 在泽布吕赫附近（51°31′N 03°09′E / 51.517°N 3.150°E）触雷沉没                                                         |
| UC-15号  | UC I   | 1915年6月28日  | 1916年11月30日 | ?    | 在苏利纳附近的多瑙河口失踪                                                                                           |
| UC-16号  | UC II  | 1915年6月26日  | 1917年10月     | ?    | 推测在泽布吕赫附近触雷沉没                                                                                           |
| UC-17号  | UC II  | 1916年6月21日  | 1918年11月26日 | §    | 移交英国，至1919－1920年间在普雷斯顿拆解报废                                                                         |
| UC-18号  | UC II  | 1916年8月15日  | 1917年2月19日  | †    | 在海峡群岛以西水域（49°15′N 02°34′W / 49.250°N 2.567°W）遭英国Q船奥利芙女士号击沉                                    |
| UC-19号  | UC II  | 1916年8月22日  | 1916年12月6日  | †    | 在英吉利海峡（49°41′N 6°31′W / 49.683°N 6.517°W）遭英国驱逐舰亚列号击沉                                              |
| UC-20号  | UC II  | 1916年9月7日   | 1919年1月16日  | §    | 移交英国，至1919－1920年间在普雷斯顿拆解报废                                                                         |
| UC-21号  | UC II  | 1916年9月12日  | 1917年9月30日  | ?    | 在英吉利海峡失踪 |
| UC-22号  | UC II  | 1916年6月30日  | 1919年2月3日   | §    | 移交英国，后引渡至法国，1921年在朗代诺拆解报废                                                                       |
| UC-23号  | UC II  | 1916年7月17日  | 1918年11月25日 | §    | 在塞瓦斯托波尔投降，后移交法国，1921年在比塞大拆解报废                                                               |
| UC-24号  | UC II  | 1916年8月15日  | 1917年5月24日  | †    | 在卡塔罗湾遭法国潜艇喀耳刻号击沉                                                                                     |
| UC-25号  | UC II  | 1916年6月28日  | 1918年10月28日 | ×    | 移交奥匈帝国，以U-89号之名在奥匈帝国海军服役，后在普拉自沉                                                           |
| UC-26号  | UC II  | 1916年7月18日  | 1917年5月8日   | †    | 在加来附近（51°3′N 1°40′E / 51.050°N 1.667°E）遭英国驱逐舰米尔恩号击沉                                               |
| UC-27号  | UC II  | 1916年7月25日  | 1919年2月3日   | §    | 移交英国，后引渡至法国，1921年在朗代诺拆解报废                                                                       |
| UC-28号  | UC II  | 1916年8月6日   | 1919年2月12日  | §    | 移交英国，后引渡至法国拆解报废                                                                                       |
| UC-29号  | UC II  | 1916年8月15日  | 1917年6月7日   | †    | 在瓦伦西亚岛附近（51°50′N 11°50′W / 51.833°N 11.833°W）遭英国Q船帕加斯特号击沉                                       |
| UC-30号  | UC II  | 1916年8月22日  | 1917年4月21日  | †    | 在埃斯比约以西海域触雷沉没                                                                                           |
| UC-31号  | UC II  | 1916年9月2日   | 1918年11月26日 | §    | 移交英国，1922年在景宁镇拆解报废                                                                                     |
| UC-32号  | UC II  | 1916年9月13日  | 1917年2月23日  | ×    | 在弗兰伯勒角附近（54°55′N 1°19′W / 54.917°N 1.317°W）遭自身水雷不慎引爆后沉没                                        |
| UC-33号  | UC II  | 1916年9月25日  | 1917年9月26日  | †    | 在圣乔治海峡（51°53′N 6°14′W / 51.883°N 6.233°W）遭英国巡逻艇PC-61号撞沉                                             |
| UC-34号  | UC II  | 1916年9月25日  | 1918年10月30日 | §    | 移交奥匈帝国，以U-74号之名在奥匈帝国海军服役，后在普拉自沉                                                           |
| UC-35号  | UC II  | 1916年10月2日  | 1918年5月17日  | †    | 在撒丁岛西南部海域（39°48′N 7°42′E / 39.800°N 7.700°E）遭法国武装拖网船阿伊号击沉                                    |
| UC-36号  | UC II  | 1916年11月3日  | 1917年5月19日  | †    | 在韦桑岛附近（48°42′N 5°14′W / 48.700°N 5.233°W）遭法国轮船莫里哀号撞沉                                              |
| UC-37号  | UC II  | 1916年10月17日 | 1918年11月25日 | §    | 在塞瓦斯托波尔正式投降，后移送马耳他，至1920年拆解报废                                                               |
| UC-38号  | UC II  | 1916年10月19日 | 1917年12月14日 | †    | 在凯法利尼亚岛以北（38°15′N 20°22′E / 38.250°N 20.367°E）遭法国驱逐舰马穆鲁克号及国土佣仆号击沉                      |
| UC-39号  | UC II  | 1916年10月29日 | 1917年2月8日   | †    | 在弗兰伯勒角附近（53°56′N 0°5′E / 53.933°N 0.083°E）遭英国驱逐舰矢嘲鸫号击沉                                         |
| UC-40号  | UC II  | 1916年10月1日  | 1919年1月21日  | §    | 在移交英国途中沉没                                                                                                   |
| UC-41号  | UC II  | 1916年10月11日 | 1917年8月21日  | ×    | 在泰河河口（56°25′N 2°35′E / 56.417°N 2.583°E）遭数艘英国武装拖网船击沉                                              |
| UC-42号  | UC II  | 1916年11月18日 | 1917年9月10日  | ×    | 在科克附近（51°44′N 08°12′W / 51.733°N 8.200°W）因自身水雷爆炸而沉没                                                 |
| UC-43号  | UC II  | 1916年10月25日 | 1917年3月10日  | †    | 在马克弗拉加岛附近（60°57′N 01°11′W / 60.950°N 1.183°W）遭英国潜艇G13号击沉                                          |
| UC-44号  | UC II  | 1916年11月4日  | 1917年8月4日   | ×    | 在沃特福德附近（52°07′N 6°59′W / 52.117°N 6.983°W）因自身水雷爆炸而沉没                                              |
| UC-45号  | UC II  | 1916年9月15日  | 1918年11月24日 | §    | 移交英国，1919－1920年间在普雷斯顿拆解报废                                                                           |
| UC-46号  | UC II  | 1916年9月15日  | 1917年2月8日   | †    | 在古德温沙洲附近（51°07′N 01°39′E / 51.117°N 1.650°E）遭英国驱逐舰自由号撞沉                                         |
| UC-47号  | UC II  | 1916年10月13日 | 1917年11月18日 | †    | 在弗兰伯勒角附近（54°00′N 00°24′E / 54.000°N 0.400°E）遭英国巡逻艇P-57号击沉                                         |
| UC-48号  | UC II  | 1916年11月6日  | 1918年3月23日  | §    | 在费罗尔附近（43°31′N 08°25′W / 43.517°N 8.417°W）自沉                                                               |
| UC-49号  | UC II  | 1916年12月2日  | 1918年8月8日   | †    | 在佛兰德沿岸触雷沉没                                                                                                 |
| UC-50号  | UC II  | 1916年12月21日 | 1918年1月7日   | ?    | 在比斯开湾失踪 |
| UC-51号  | UC II  | 1917年1月6日   | 1917年11月17日 | †    | 在英吉利海峡（50°08′N 03°42′W / 50.133°N 3.700°W）触雷沉没                                                           |
| UC-52号  | UC II  | 1917年3月15日  | 1919年1月16日  | §    | 移交英国，至1919－1920年间在莫克姆拆解报废                                                                           |
| UC-53号  | UC II  | 1917年4月5日   | 1918年10月28日 | ×    | 移交奥匈帝国，以U-95号之名在奥匈帝国海军服役，后在普拉自沉                                                           |
| UC-54号  | UC II  | 1917年5月10日  | 1918年10月28日 | ×    | 移交奥匈帝国，以U-96号之名在奥匈帝国海军服役，后在的里雅斯特（45°39′N 13°45′E / 45.650°N 13.750°E）自沉              |
| UC-55号  | UC II  | 1916年11月15日 | 1917年9月29日  | ×    | 在勒威克附近（60°3′N 0°57′W / 60.050°N 0.950°W）因技术故障而遭多艘英国军舰合力击沉                                   |
| UC-56号  | UC II  | 1916年12月18日 | 1918年5月24日  | §    | 移交法国，1923年在罗什福尔拆解报废                                                                                   |
| UC-57号  | UC II  | 1917年1月22日  | 1917年11月18日 | ?    | 在芬兰湾失踪 |
| UC-58号  | UC II  | 1916年3月18日  | 1918年11月24日 | §    | 移交法国，1921年在瑟堡拆解报废                                                                                       |
| UC-59号  | UC II  | 1917年5月12日  | 1918年11月21日 | §    | 移交英国，1919－1920年间在博內斯拆解报废                                                                             |
| UC-60号  | UC II  | 1917年6月25日  | 1919年2月23日  | §    | 移交英国，1921年在雷纳姆拆解报废                                                                                     |
| UC-61号  | UC II  | 1916年12月13日 | 1917年7月26日  | ×    | 在维桑（50°54′N 01°40′E / 50.900°N 1.667°E）搁浅后自沉                                                               |
| UC-62号  | UC II  | 1917年1月8日   | 1917年10月14日 | ×    | 在泽布吕赫附近的索顿滩（51°37′N 02°58′E / 51.617°N 2.967°E）触雷沉没                                                 |
| UC-63号  | UC II  | 1917年1月30日  | 1917年11月1日  | †    | 在古德温沙洲（51°23′N 02°00′E / 51.383°N 2.000°E）遭英国潜艇E52号击沉                                                |
| UC-64号  | UC II  | 1917年2月22日  | 1918年6月20日  | †    | 在瓦尔纳滩附近受迫（50°58′N 01°23′E / 50.967°N 1.383°E）触雷沉没                                                     |
| UC-65号  | UC II  | 1916年11月10日 | 1917年11月3日  | †    | 在英吉利海峡（50°31′N 00°27′E / 50.517°N 0.450°E）遭英国潜艇C15号击沉                                                |
| UC-66号  | UC II  | 1916年11月14日 | 1917年6月12日  | †    | 在朗德岛以北（50°15′N 06°20′E / 50.250°N 6.333°E）遭英国一架柯蒂斯H-12型飞行艇击沉                                   |
| UC-67号  | UC II  | 1916年12月10日 | 1919年1月16日  | §    | 移交英国，1919－1920年间在布莱顿渡口拆解报废                                                                         |
| UC-68号  | UC II  | 1916年12月17日 | 1917年3月13日  | ?    | 在英吉利海峡失踪 |
| UC-69号  | UC II  | 1916年12月22日 | 1917年12月6日  | ×    | 在英吉利海峡（49°49′N 01°16′W / 49.817°N 1.267°W）遭己方潜艇U-96号撞沉                                               |
| UC-70号  | UC II  | 1916年11月20日 | 1918年8月28日  | †    | 在兰斯威克湾（54°32′N 00°40′W / 54.533°N 0.667°W）遭英国一架布莱克本袋鼠侦察机及驱逐舰乌河号击沉                     |
| UC-71号  | UC II  | 1916年11月28日 | 1919年2月20日  | §    | 移交英国途中在黑尔戈兰岛以南（54°10′N 7°54′E / 54.167°N 7.900°E）自沉                                                |
| UC-72号  | UC II  | 1916年12月5日  | 1917年8月21日  | †    | 在多佛尔海峡触雷沉没                                                                                                 |
| UC-73号  | UC II  | 1916年12月24日 | 1919年1月6日   | §    | 移交英国，1919－1920年间在布莱顿渡口拆解报废                                                                         |
| UC-74号  | UC II  | 1916年11月26日 | 1918年11月21日 | §    | 因燃料不足航行至巴塞罗那遭扣押，后移交法国，1921年7月在土伦拆解报废                                                  |
| UC-75号  | UC II  | 1916年12月6日  | 1918年5月31日  | †    | 在英格兰东岸附近（53°57′N 0°9′E / 53.950°N 0.150°E）遭英国驱逐舰小仙子号击沉                                         |
| UC-76号  | UC II  | 1916年12月17日 | 1918年11月13日 | §    | 移交英国，1919－1920年间在布莱顿渡口拆解报废                                                                         |
| UC-77号  | UC II  | 1916年12月29日 | 1918年7月11日  | †    | 在佛兰德附近触雷沉没                                                                                                 |
| UC-78号  | UC II  | 1917年1月10日  | 1918年5月9日   | †    | 在瑟堡附近（49°49′N 01°40′W / 49.817°N 1.667°W）遭英国轮船亚历山德拉王后号撞沉                                       |
| UC-79号  | UC II  | 1917年1月22日  | 1918年4月      | †    | 在灰鼻岬附近（55°50′N 01°34′E / 55.833°N 1.567°E）触雷沉没                                                           |
| UC-90号  | UC III | 1918年7月15日  | 1918年12月1日  | §    | 引渡至英国，后移交日本，以O-7号之名服役至1921年，后拆解报废                                                          |
| UC-91号  | UC III | 1918年7月31日  | 1919年2月10日  | §    | 1918年9月5日在波罗的海意外沉没，打捞上岸后移交英国，却在途中再度沉没                                                 |
| UC-92号  | UC III | 1918年8月14日  | 1918年11月24日 | §    | 移交英国，1921年在法尔茅斯拆解报废                                                                                   |
| UC-93号  | UC III | 1918年8月22日  | 1918年11月26日 | §    | 移交意大利，1919年在拉斯佩齐亚拆解报废                                                                               |
| UC-94号  | UC III | 1918年8月31日  | 1918年11月26日 | §    | 移交意大利，1919年在塔兰托拆解报废                                                                                   |
| UC-95号  | UC III | 1918年9月16日  | 1918年11月22日 | §    | 移交英国，1922年在费勒姆拆解报废                                                                                     |
| UC-96号  | UC III | 1918年9月25日  | 1918年11月24日 | §    | 移交英国，1919－1920年间在莫克姆拆解报废                                                                             |
| UC-97号  | UC III | 1918年9月3日   | 1918年11月22日 | §    | 移交英国，后引渡至美国，1921年作为靶舰在密歇根湖遭威尔梅特号炮舰击沉                                                 |
| UC-98号  | UC III | 1918年9月10日  | 1918年11月24日 | §    | 移交意大利，1919年在拉斯佩齐亚拆解报废                                                                               |
| UC-99号  | UC III | 1918年9月20日  | 1918年11月22日 | §    | 引渡至英国，后移交日本，以O-5号之名服役至1921年，后拆解报废                                                          |
| UC-100号 | UC III | 1918年9月30日  | 1918年11月22日 | §    | 移交法国，1921年在瑟堡拆解报废                                                                                       |
| UC-101号 | UC III | 1918年10月8日  | 1918年11月24日 | §    | 移交英国，1922年在多德雷赫特拆解报废                                                                                 |
| UC-102号 | UC III | 1918年10月14日 | 1918年11月22日 | §    | 移交英国，1922年在多德雷赫特拆解报废                                                                                 |
| UC-103号 | UC III | 1918年10月21日 | 1918年11月22日 | §    | 移交法国，1921年在瑟堡拆解报废                                                                                       |
| UC-104号 | UC III | 1918年10月18日 | 1918年11月24日 | §    | 移交法国，1921年在布雷斯特拆解报废                                                                                   |
| UC-105号 | UC III | 1918年10月28日 | 1918年11月22日 | §    | 移交英国，1922年在斯旺西拆解报废                                                                                     |
| UB-106号 | UC III | 未入役         | 不適用         | §    | 战后完工，1919年移交英国，1921年在费利克斯托拆解报废                                                                 |
| UB-107号 | UC III | 未入役         | 不適用         | §    | 战后完工，移交法国，1921年在布雷斯特拆解报废                                                                         |
| UB-108号 | UC III | 未入役         | 不適用         | §    | 战后完工，1919年移交英国，1921年在费利克斯托拆解报废                                                                 |
| UB-109号 | UC III | 未入役         | 不適用         | §    | 战后完工，1919年移交英国，1921年在费利克斯托拆解报废                                                                 |
| UB-110号 | UC III | 未入役         | 不適用         | §    | 战后完工，1919年移交英国，1921年凿沉在英吉利海峡（50°11′30″N 01°24′00″E / 50.19167°N 1.40000°E）                     |
| UB-111号 | UC III | 未入役         | 不適用         | §    | 战后完工，1919年移交英国，1921年在费利克斯托拆解报废                                                                 |
| UB-112号 | UC III | 未入役         | 不適用         | §    | 战后完工，1919年移交英国，1921年在费利克斯托拆解报废                                                                 |
| UB-113号 | UC III | 未入役         | 不適用         | §    | 战后完工，1919年移交英国，1921－22年间在德文特河岸拆解报废                                                           |
| UB-114号 | UC III | 未入役         | 不適用         | §    | 战后完工，1919年移交英国，1921年在纽卡斯尔拆解报废                                                                   |

## 涡轮动力巡洋潜艇（UD-1号）
| 艇名   | 艇级 | 入役   | 除役   | 结局 | 备注                                       |
| ------ | ---- | ------ | ------ | ---- | ------------------------------------------ |
| UD-1号 | UD 1 | 仅筹备 | 不適用 | A    | 仅在建造筹备阶段，原定于1918年11月铺设龙骨 |